# Konrad Zembrzuski

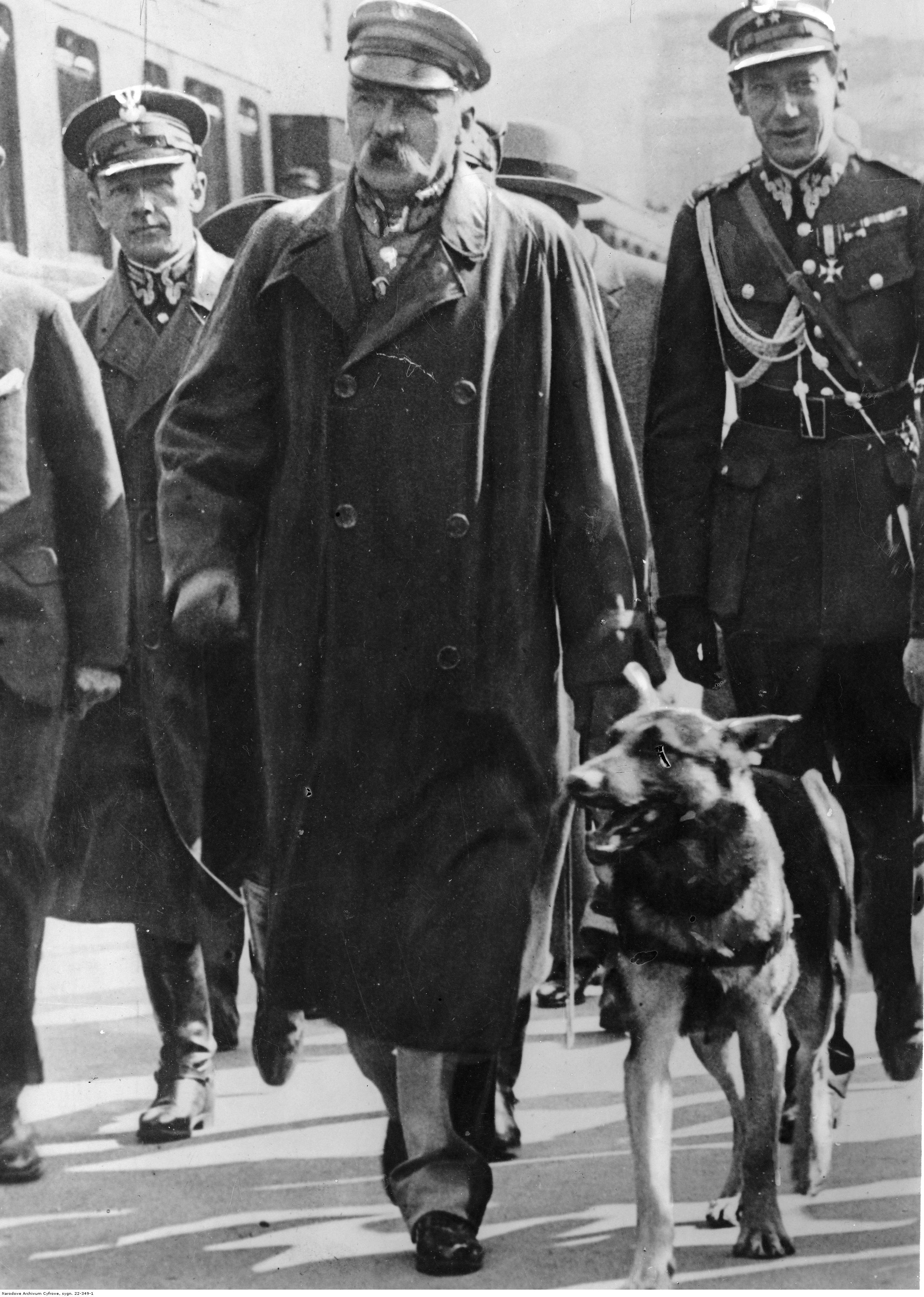
Konrad Zembrzuski z lewej jako adiutant Józefa Piłsudskiego, z prawej płk Józef Beck.

Konrad Zembrzuski, ps. „Bury”, „Dolina” (ur. 19 lutego 1890 w Radzicach, zm. 13–14 kwietnia 1940 w Katyniu) – pułkownik kawalerii Wojska Polskiego, działacz niepodległościowy, kawaler Orderu Virtuti Militari, adiutant marszałka Józefa Piłsudskiego, ofiara zbrodni katyńskiej.

## Życiorys
Syn Aleksandra i Stefanii z Krzyżanowskich, urodzony 19 lutego 1890 w Radzicach, w ówczesnym powiecie pułtuskim guberni łomżyńskiej. W latach 1902–1905 uczęszczał do rosyjskiego gimnazjum w Pułtusku. Absolwent Szkoły Przemysłowo-Technicznej Władysława Piotrowskiego w Warszawie, student Instytutu Elektronicznego przy Uniwersytecie w Tuluzie. Od 9 listopada 1913 do 6 sierpnia 1914 był komendantem miejscowym Związku Strzeleckiego w Tuluzie.
W czasie I wojny światowej walczył w szeregach I Brygady Legionów. 6 sierpnia 1914 wyruszył z Oleandrów w składzie 2. plutonu 1. Kompanii Kadrowej. 3 listopada 1914 został wcielony do oddziału kawalerii Władysława Prażmowskiego ps. „Belina”, późniejszego 1 pułku ułanów Legionów Polskich. Służył w 3. i 4. szwadronie . Od 5 lutego do 31 marca 1917 był słuchaczem kawaleryjskiego kursu oficerskiego przy 1 pułku ułanów w Ostrołęce. Kurs ukończył z wynikiem dostatecznym. Posiadał wówczas stopień wachmistrza. Latem tego roku, po kryzysie przysięgowym, został internowany w Szczypiornie, a później w Łomży. Zwolniony 15 lipca 1918 w związku z likwidacją obozu.

3 listopada 1918 zgłosił się ochotniczo do Wojska Polskiego i został adiutantem dowódcy Milicji na powiat chełmski. 18 grudnia 1918 został formalnie przyjęty do Wojska Polskiego z zatwierdzeniem awansu na podporucznika, ogłoszonego w rozkazie generała majora Edwarda Śmigłego-Rydza. 20 września 1919 został odkomenderowany do Oficerskiej Szkoły Jazdy w Starej Wsi pod Warszawą. W 1920, w czasie wojny z bolszewikami pełnił służbę w Sztabie 4 Brygady Jazdy i 2 Dywizji Jazdy. 19 stycznia 1921 został zatwierdzony z dniem 1 kwietnia 1920 w stopniu porucznika, w kawalerii, w grupie oficerów byłych Legionów Polskich. 14 lutego1921 został odkomenderowany na dwutygodniowy kurs w Warszawie, w zakresie służby oddziałów IV wyższych dowództw. 1 czerwca 1921, w stopniu porucznika, w dalszym ciągu pełnił służbę w dowództwie 2 Dywizji Jazdy, pozostając na ewidencji 1 pułku szwoleżerów Józefa Piłsudskiego.  W tym samym roku został odznaczony orderem „Virtuti Militari” V kl., a we wniosku o jego nadanie, napisano m.in.:

W walkach z Armią Konną Budionnego pod Morozowicami, po uderzeniu i próbie zepchnięcia kawalerii polskiej za rz. Bug, por. Zembrzuski udał się z dowódcą dywizji (jako adiutant) na linię 2 p.uł. i 115 p.uł. Wśród gradu kul kaemów i granatów ręcznych, pod silnym ogniem dział, zbierał, zagrzewał i prowadził do walki żołnierzy. Czynił to bez rozkazu, z własnej inicjatywy, utrzymując pozycję przez 2 godziny. W walkach pod Koniuchami i pod Równem, forsując rzekę na czele plutonu sztabowego, obsadzał i utrzymał mosty, zapewniając wykonanie zadań przez siły główne dywizji.

Wniosek ten został podpisany przez dowódcę dywizji pułkownika Gustawa Orlicz-Dreszera, który dodał adnotację:

„proszę jak najśmielej o przyznanie orderu VM za świetną brawurę wykazaną na stanowisku dywizji”

13 stycznia 1922 został awansowany na rotmistrza, a 3 maja 1922 zweryfikowany w tym stopniu ze starszeństwem z dniem 1 czerwca 1919 i 146. lokatą w korpusie oficerów jazdy. Od 18 stycznia do 18 kwietnia 1926 był słuchaczem VII kursu unifikacyjno-doskonalącego w Doświadczalnym Centrum Wyszkolenia w Rembertowie, który ukończył z wynikiem pomyślnym i wyróżnieniem. 12 kwietnia 1927 prezydent RP nadał mu stopień majora z dniem 1 stycznia 1927 i 26. lokatą w korpusie oficerów kawalerii. 10 maja tego roku został przesunięty ze stanowiska oficera materiałowego na stanowisko dowódcy szwadronu zapasowego. Z dniem 25 listopada 1927 został przeniesiony z 1 pułku szwoleżerów w Warszawie do składu osobowego Generalnego Inspektora Sił Zbrojnych na stanowisko adiutanta przybocznego. 24 grudnia 1929 prezydent RP nadał mu z dniem 1 stycznia 1930 stopień podpułkownika w korpusie oficerów kawalerii i 22. lokatą. 31 marca 1930 został przeniesiony z GISZ do 1 pułku szwoleżerów w Warszawie na stanowisko zastępcy dowódcy pułku. Od 9 marca do 22 maja 1931 był słuchaczem kursu oficerów sztabowych kawalerii w Centrum Wyszkolenia Kawalerii w Grudziądzu. 23 marca 1932 został przeniesiony do 15 pułku ułanów poznańskich w Poznaniu na stanowisko dowódcy pułku. Od 15 do 25 listopada 1933 był słuchaczem kursu informacyjnego w Szkole Gazowej w Warszawie, a od 4 do 16 czerwca 1934 słuchaczem kursu informacyjnego broni pancernych dla dowódców i zastępców pułków w Modlinie. Pułkownikiem został mianowany ze starszeństwem z dniem 19 marca 1937 i 7. lokatą w korpusie oficerów kawalerii. W tym samym roku poważnie zachorował na serce i przebywał na długotrwałym leczeniu. Pułkiem dowodził do 3 czerwca 1938. 23 maja 1938 został zwolniony z zajmowanego stanowiska i oddany do dyspozycji dowódcy Okręgu Korpusu Nr I. Latem 1939 został przeniesiony w stan spoczynku .
Był jednym z prezesów honorowych Towarzystwa b. Żołnierzy 1 pułku ułanów wielkopolskich (15 pułku ułanów poznańskich), założonego w maju 1933.
W czasie kampanii wrześniowej 1939 według nie sprawdzonych informacji był w Ośrodku Zapasowym Wielkopolskiej Brygady Kawalerii w Kraśniku. Po agresji ZSRR na Polskę w nieznanych okolicznościach dostał się niewoli sowieckiej. Od 28 października 1939 przebywał w obozie kozielszczańskim, a następnie od 4 listopada był osadzony w obozie jenieckim w Kozielsku. Między 11 a 12 kwietnia 1940 został przekazany do dyspozycji naczelnika Zarządu NKWD Obwodu Smoleńskiego – lista wywózkowa 022/3 z 9 kwietnia 1940. Między 13 a 14 kwietnia 1940 został zamordowany w Katyniu przez funkcjonariuszy Obwodowego Zarządu NKWD w Smoleńsku oraz pracowników NKWD przybyłych z Moskwy na mocy decyzji Biura Politycznego KC WKP(b) z 5 marca 1940. Ofiary tej zbrodni grzebano w bezimiennych mogiłach zbiorowych, gdzie od 28 lipca 2000 mieści się oficjalnie Polski Cmentarz Wojenny w Katyniu. W miejscu tym prowadzone były ekshumacje i prace archeologiczne. W 1943 jego ciało zostało zidentyfikowane w toku ekshumacji nadzorowanych przez Niemców pod numerem 1444 – raport dzienny z 4 maja 1943. Przy jego szczątkach znaleziono: legitymację nadania, a także Krzyż Virtuti Militari, odznakę „Kampanja Kadrowa”, telegram w języku rosyjskim, kartę pocztową z Czerwonego Krzyża oraz binokle w futerale. Figuruje na liście Komisji Technicznej PCK pod numerem 01444. W Archiwum Robla w pakiecie 0747-07, wymieniony z imienia, wśród oficerów w pamiętniku znalezionym przy szczątkach Feliksa Gadomskiego.
Konrad Zembrzuski był żonaty z Barbarą Lisowską, z którą miał dwie córki: Zofię (ur. 16 maja 1925) i Marię (ur. 6 stycznia 1933).
Postanowieniem nr 112-48-07 Prezydenta RP Lecha Kaczyńskiego z 5 października 2007 został mianowany pośmiertnie do stopnia generała brygady. Awans został ogłoszony 9 listopada 2007 w Warszawie, w trakcie uroczystości „Katyń Pamiętamy – Uczcijmy Pamięć Bohaterów".

## Ordery i odznaczenia
- Krzyż Srebrny Orderu Wojskowego Virtuti Militari nr 3966[3] –1921[14][54][55]
- Krzyż Niepodległości – 12 maja 1931 „za pracę w dziele odzyskania Niepodległości”[56][1][57][58]
- Krzyż Oficerski Orderu Odrodzenia Polski – 10 listopada 1938 „za zasługi w służbie wojskowej”[59][60][61]
- Krzyż Walecznych czterokrotnie – 9 czerwca 1921[62][63] (po raz pierwszy „za udział w b. Legionach Polskich”[64])
- Złoty Krzyż Zasługi (10 listopada 1928)[65][66]
- Medal Pamiątkowy za Wojnę 1918–1921 (2 listopada 1928)[62][31]
- Medal Dziesięciolecia Odzyskanej Niepodległości (9 listopada 1928)[62][31]
- Odznaka Pamiątkowa Więźniów Ideowych[67]
- Odznaka Pamiątkowa Generalnego Inspektora Sił Zbrojnych – 12 maja 1936
- Odznaka Pamiątkowa „Pierwszej Kadrowej”[68]
- Krzyż Oficerski Orderu Korony Rumunii – 13 czerwca 1924[69]
- Krzyż Oficerski jugosłowiańskiego Orderu Orła Białego – 24 czerwca 1929[70]
- łotewski Medal 10 Rocznicy Wojny Niepodległościowej[71]